# Lepturus
Lepturus es un género de plantas herbáceas perteneciente a la familia de las poáceas. Es originario de la costa este de África, Madagascar, a Australia y Polinesia.

## Taxonomía
El género fue descrito por Robert Brown y publicado en Prodromus Florae Novae Hollandiae 207. 1810. La especie tipo es: Lepturus repens (J.R.Forst.) R.Br.
Etimología
El nombre del género deriva del griego leptos (delgado) y oura (cola), refiriéndose, ya sea, a la gluma lanceolada lineal o, (más probablemente), a su esbelta inflorescencia. 

## Especies aceptadas
A continuación se brinda un listado de las especies del género Lepturus aceptadas hasta mayo de 2015, ordenadas alfabéticamente. Para cada una se indica el nombre binomial seguido del autor, abreviado según las convenciones y usos.	
1. Lepturus anadabolavensis A.Camus - Madagascar
2. Lepturus androyensis A.Camus - Madagascar
3. Lepturus boinensis A.Camus - Madagascar
4. Lepturus calcareus Cope - Socotra
5. Lepturus copeanus B.K.Simon - Australia
6. Lepturus geminatus C.E.Hubb. - Australia
7. Lepturus humbertianus A.Camus - Madagascar
8. Lepturus minutus B.K.Simon - Queensland
9. Lepturus nesiotes Cope - Socotra
10. Lepturus perrieri A.Camus - Madagascar
11. Lepturus pulchellus (Balf.f.) Clayton  - Socotra
12. Lepturus radicans (Steud.) A.Camus - Kenia, Tanzania, Malaui, Mozambique, Zimbabue, Madagascar, Comoros, Mauritius, Seychelles, India
13. Lepturus repens (J.R.Forst.) R.Br.
14. Lepturus tenuis Balf.f. - Socotra
15. Lepturus xerophilus Domin - Australia